# Rock & Roll Over Tour
Rock & Roll Over Tour bylo koncertní turné americké rockové skupiny Kiss. Začalo 24. listopadu 1976 (krátce po vydání alba Rock and Roll Over) a skončilo 4. dubna 1977.
18. února 1977 se skupině splnil dávný sen a poprvé vystoupila v Madison Square Garden. Kiss na tomto turné hráli poprvé v Japonsku. V Budokan Hall hráli čtyři večery za sebou a překonali rekord v návštěvnosti, který do té doby drželi The Beatles.

## Seznam písní
1. Detroit Rock City
2. Take Me
3. Let Me Go, Rock 'n' Roll
4. Ladies Room
5. Firehouse
6. Makin' Love
7. I Want You
8. Cold Gin (Ace Frehley solo)
9. Do You Love Me?
10. Nothin' to Lose
11. Gene Simmons solo God of Thunder (Peter Criss solo)
12. Rock and Roll All Nite

### Přídavky
1. Shout It Out Loud
2. Beth
3. Black Diamond

„Hard Luck Woman“ se hrála pouze v listopadu a prosinci 1976. V prvních týdnech turné se hrála „Deuce“ místo „Ladies Room“ a „Calling Dr. Love“ místo „Shout It Out Loud“.

## Turné v datech
| Datum              | Město          | Stát                   | Místo konání                         |
| ------------------ | -------------- | ---------------------- | ------------------------------------ |
| 24. listopadu 1976 | Savannah       | Spojené státy americké | Savannah Civic Center                |
| 25. listopadu 1976 | Charlotte      | Spojené státy americké | Charlotte Coliseum                   |
| 27. listopadu 1976 | Raleigh        | Spojené státy americké | Dorton Arena                         |
| 28. listopadu 1976 | Greenville     | Spojené státy americké | Greenville Memorial Auditorium       |
| 30. listopadu 1976 | Columbus       | Spojené státy americké | Columbus Municipal Auditorium        |
| 2. prosince 1976   | Memphis        | Spojené státy americké | Mid-South Coliseum                   |
| 3. prosince 1976   | Jackson        | Spojené státy americké | Mississippi Coliseum                 |
| 4. prosince 1976   | New Orleans    | Spojené státy americké | New Orleans Municipal Auditorium     |
| 5. prosince 1976   | Mobile         | Spojené státy americké | Mobile Municipal Auditorium          |
| 7. prosince 1976   | Huntsville     | Spojené státy americké | Von Braun Civic Center               |
| 8. prosince 1976   | Macon          | Spojené státy americké | Macon Coliseum                       |
| 10. prosince 1976  | Jacksonville   | Spojené státy americké | Jacksonville Memorial Coliseum       |
| 11. prosince 1976  | Pembroke Pines | Spojené státy americké | Hollywood Sportatorium               |
| 12. prosince 1976  | Lakeland       | Spojené státy americké | Lakeland Civic Center                |
| 15. prosince 1976  | Buffalo        | Spojené státy americké | Buffalo Memorial Auditorium          |
| 16. prosince 1976  | Syracuse       | Spojené státy americké | Onondaga County War Memorial         |
| 18. prosince 1976  | New Haven      | Spojené státy americké | New Haven Coliseum                   |
| 19. prosince 1976  | Landover       | Spojené státy americké | Capital Centre                       |
| 21. prosince 1976  | Philadelphia   | Spojené státy americké | The Spectrum                         |
| 27. prosince 1976  | Fayetteville   | Spojené státy americké | Cumberland County Memorial Arena     |
| 28. prosince 1976  | Roanoke        | Spojené státy americké | Roanoke Civic Center                 |
| 30. prosince 1976  | Augusta        | Spojené státy americké | Augusta Civic Center                 |
| 1. ledna 1977      | Providence     | Spojené státy americké | Providence Civic Center              |
| 5. ledna 1977      | Abilene        | Spojené státy americké | Taylor County Coliseum               |
| 6. ledna 1977      | Tulsa          | Spojené státy americké | Tulsa Assembly Center                |
| 7. ledna 1977      | Norman         | Spojené státy americké | Lloyd Noble Center                   |
| 9. ledna 1977      | Wichita        | Spojené státy americké | Henry Levitt Arena                   |
| 10. ledna 1977     | Amarillo       | Spojené státy americké | Amarillo Civic Center                |
| 11. ledna 1977     | Albuquerque    | Spojené státy americké | Tingley Coliseum                     |
| 13. ledna 1977     | Salt Lake City | Spojené státy americké | Salt Palace                          |
| 15. ledna 1977     | Denver         | Spojené státy americké | McNichols Sports Arena               |
| 17. ledna 1977     | Grand Forks    | Spojené státy americké | Ralph Engelstad Arena                |
| 18. ledna 1977     | Duluth         | Spojené státy americké | Duluth Arena                         |
| 20. ledna 1977     | Lincoln        | Spojené státy americké | Pershing Auditorium                  |
| 21. ledna 1977     | Des Moines     | Spojené státy americké | Iowa Veterans Memorial Auditorium    |
| 22. ledna 1977     | Chicago        | Spojené státy americké | Chicago Stadium                      |
| 24. ledna 1977     | Fort Wayne     | Spojené státy americké | Fort Wayne Coliseum                  |
| 25. ledna 1977     | Terre Haute    | Spojené státy americké | Hulman Center                        |
| 27. ledna 1977     | Detroit        | Spojené státy americké | Cobo Arena                           |
| 28. ledna 1977     | Detroit        | Spojené státy americké | Cobo Arena                           |
| 29. ledna 1977     | Detroit        | Spojené státy americké | Cobo Arena                           |
| 1. února 1977      | Milwaukee      | Spojené státy americké | Milwaukee Auditorium                 |
| 2. února 1977      | Milwaukee      | Spojené státy americké | Milwaukee Auditorium                 |
| 3. února 1977      | Green Bay      | Spojené státy americké | Brown County Veterans Memorial Arena |
| 4. února 1977      | Madison        | Spojené státy americké | Dane County Expo Coliseum            |
| 6. února 1977      | Bloomington    | Spojené státy americké | Metropolitan Sports Center           |
| 8. února 1977      | Omaha          | Spojené státy americké | Omaha Civic Auditorium               |
| 9. února 1977      | Kansas City    | Spojené státy americké | Kemper Arena                         |
| 10. února 1977     | Waterloo       | Spojené státy americké | McElroy Auditorium                   |
| 12. února 1977     | Bismarck       | Spojené státy americké | Bismarck Civic Center                |
| 16. února 1977     | Hartford       | Spojené státy americké | Hartford Civic Center                |
| 18. února 1977     | New York City  | Spojené státy americké | Madison Square Garden                |
| 21. února 1977     | Uniondale      | Spojené státy americké | Nassau Veterans Memorial Coliseum    |
| 26. února 1977     | Johnson City   | Spojené státy americké | Freedom Hall Civic Center            |
| 27. února 1977     | Columbia       | Spojené státy americké | Carolina Coliseum                    |
| 1. března 1977     | Asheville      | Spojené státy americké | Asheville Civic Center               |
| 3. března 1977     | Birmingham     | Spojené státy americké | BJCC Coliseum                        |
| 5. března 1977     | Lexington      | Spojené státy americké | Rupp Arena                           |
| 6. března 1977     | Columbus       | Spojené státy americké | St. John Arena                       |
| 7. března 1977     | Hampton        | Spojené státy americké | Hampton Coliseum                     |
| 24. března 1977    | Osaka          | Japonsko               | Osaka Kōsei Nenkin Kaikan            |
| 25. března 1977    | Osaka          | Japonsko               | Osaka Kōsei Nenkin Kaikan            |
| 26. března 1977    | Kjóto          | Japonsko               | Kyoto Kaikan                         |
| 28. března 1977    | Nagoja         | Japonsko               | Aichi Prefectural Gymnasium          |
| 29. března 1977    | Osaka          | Japonsko               | Osaka Festival Hall                  |
| 30. března 1977    | Fukuoka        | Japonsko               | Fukuoka Kyuden Kinen Gymnasium       |
| 1. dubna 1977      | Tokyo          | Japonsko               | Budokan                              |
| 2. dubna 1977      | Tokyo          | Japonsko               | Budokan                              |
| 4. dubna 1977      | Tokyo          | Japonsko               | Budokan                              |